# توفند نادین
توفند نادین یک توفند دسته ۱ پراکنده بود که به عنوان چهارمین توفند آتلانتیک با طولانی‌ترین عمر در تاریخ ثبت شد. به عنوان چهاردهمین چرخند حاره‌ای و طوفان نام‌گذاری شده فصل توفندهای آتلانتیک ۲۰۱۲، نادین از یک موج حاره‌ای که در ۱۰ سپتامبر از غرب کیپ ورد عبور می‌کرد، توسعه یافت. روز بعد، این موج به توفند حاره‌ای نادین تبدیل شد. پس از حرکت به سمت شمال غرب، نادین به سمت شمال تغییر مسیر داد و از هر خشکی دور شد. در اوایل ۱۵ سپتامبر، نادین به وضعیت توفان رسید و به سمت شرق منحرف شد. اما به زودی پس از آن، افزایش باد برشی عمودی نادین را تضعیف کرد و در ۱۶ سپتامبر دوباره به توفند تبدیل شد. روز بعد، توفند به سمت شمال شرق حرکت کرد و آزور را تهدید کرد، اما در اواخر ۱۹ سپتامبر، نادین به سمت شرق-جنوب شرق تغییر جهت داد و به جزایر نرسید. با این وجود، توفند باعث بادهایی با شدت توفند در چند جزیره شد. در ۲۱ سپتامبر، توفند به سمت جنوب-جنوب شرق منحرف شد در حالی که در جنوب آزور قرار داشت و در همان روز، نادین به یک منطقه کم‌فشار خارج از مناطق حاره‌ای تبدیل شد.